# 88 минут
«88 минут» (англ. 88 minutes) — триллер режиссёра Джона Эвнета, снятый в 2007 году. Изначально планировалось, что режиссёром станет Джеймс Фоули, но затем он был заменён на Эвнета.

## Сюжет
Профессор колледжа Джек Грэмм сотрудничает с ФБР, описывая психологические портреты убийц. Однажды Грэмм помог посадить за решётку серийного убийцу, а за несколько часов до казни преступника раздаётся телефонный звонок, и Грэмму сообщают, что жить ему осталось всего 88 минут. И теперь Грэмм должен выяснить, насколько реальна угроза. Среди подозреваемых — два студента с проблемами Майк Стемп и Лорен Дуглас, а также Ким Каммингс и её отвергнутый любовник. Однако главный подозреваемый — Джон Форстер — убийца, который уже находится в камере смертников.

## В ролях
| Актёр              | Роль                         |
| ------------------ | ---------------------------- |
| Аль Пачино         | Джек Грэмм                   |
| Алисия Уитт        | Ким Каммингс                 |
| Эми Бреннеман      | Шелли Барнс                  |
| Дебора Кара Ангер  | Кэрол Джонсон                |
| Лили Собески       | Лорен Дуглас/Лидия Доэрти    |
| Уильям Форсайт     | Фрэнк Паркс                  |
| Нил Макдонаф       | Джон Форстер                 |
| Лиа Кэрнс          | Сара Поллард                 |
| Бенджамин Маккензи | Майк Стемп                   |
| Мелинда Кларк      | Ванесса                      |
| Пол Кемпбелл       | Альберт                      |
| Майк Эклунд        | Джей-Ти Райкер               |
| Брендан Флетчер    | Джонни ДеФранко              |
| Кэрри Гензел       | Стефани Паркман              |
| Майк Допуд         | детектив                     |
| Шайа Лабаф         | студент (в титрах не указан) |

## Награды и номинации
- Номинация «Золотая малина» в категории «Худшая мужская роль» (Аль Пачино)[2].
- Номинация «Золотая малина» в категории «Худшая женская роль второго плана» (Лили Собески)[2].